# Landkreis Südliche Weinstraße
Landkreis Südliche Weinstraße – powiat niemieckim kraju związkowym Nadrenia-Palatynat. Stolicą powiatu jest miasto Landau in der Pfalz.

## Podział administracyjny
Powiat składa się z:
- siedmiu gmin związkowych (Verbandsgemeinde)

Gminy związkowe:
| Lp. | Nazwa gminy związkowej  | Ludność (31.12.2010) | Powierzchnia km² | Liczba gmin |
| --- | ----------------------- | -------------------- | ---------------- | ----------- |
| 1   | Annweiler am Trifels    | 16.688               | 129,86           | 13          |
| 2   | Bad Bergzabern          | 23.961               | 164,16           | 21          |
| 3   | Edenkoben               | 19.588               | 119,64           | 16          |
| 4   | Herxheim                | 14.623               | 49,94            | 4           |
| 5   | Landau-Land             | 13.883               | 90,43            | 14          |
| 6   | Maikammer               | 8.085                | 39,74            | 3           |
| 7   | Offenbach an der Queich | 12.174               | 45,63            | 4           |